# مات كروكس
مات كروكس (بالإنجليزية: Matt Crooks)‏ هو لاعب كرة قدم بريطاني، ولد في 20 يناير 1994 في ليدز في المملكة المتحدة. لعب مع نادي أكرينغتون ستانلي ونادي رينجرز ونادي هارتلبول يونايتد وهدرسفيلد تاون.

## وصلات خارجية
- مات كروكس على موقع الدوري الأمريكي (الإنجليزية)
- مات كروكس على موقع قاعدة بيانات كرة القدم.إي يو (الإنجليزية)
- مات كروكس على موقع Soccerbase.com (لاعب) (الإنجليزية)
- مات كروكس على موقع Soccerway.com (الإنجليزية)
- مات كروكس على موقع عالم كرة القدم.نت (الإنجليزية)